# Бенвенуто гроф Петаци
Бенвенуто гроф Петаци (итал. Benvenuto Sigmund Graf von Petazzi di San Servolo, 17. јануар 1699 — 25. децембар 1784) био је официр у аустриској служби, био је фанатичан присталица римо-католичке цркве који је силом присиљавао Србе да прелазе са православља у гркокатолицизам.
Дошао је на чело Карловачког Генералата 1754. године.
Поседовао је Соцерб замак, који је остао у његовој фамилији до 1688.

## Верско угњетавање православних Срба

### Самовољне одлуке
Петаци је самовољно забранио бракове између православних и унијата, прогласио да су то отмице жена, и хтео је да буду кажњави смрћу . Без обзира што су они по царској одлуци из 1739. били дозвољени.

### Отмица Марче
1. августа 1753. дошао је у пратњи 20 коњаника и 200 пешака, католика, у Чазму и сазвао све Србе официре из Генералата. Срби су осетили о чему се ради и покушали су да одбију саучешће у отимању манастира Марче. На то им је Петаци прочитао царичин декрет који је претио смрћу онима који му се одупру. Натерани, Срби су га пратили при избацивању игумана и калуђера из Марче, којима је дато само 24 часа да га напусте. Калуђери су прешли у манастир Лепавину, а у Марчу су доведена двa унијатска калуђера: Симеон Булић и још један само познат по имену Димитрије. Но отимање се није свело само на отимање манастирa Марче, већ су прогнани сви свештеници из околних православних цркава и тражени су њихови кључеви.

Када су се три угледна домаћина из Иванићке крајине јавно пожалили на Петацијево верско насиље, 26. фебруара 1754. у Северину новоинсталираном православном епископу Јосифу Стојановићу, Петаци их је ухапсио и ставио у тамницу. Тамо су мучени изглађивањем четири и по месеца. А при ослобађању, први је добио 1200, други 2400 а трећи 3000 ударца.

### Унијаћење Срба у Жумберку
Истакао се прогањањем православних Срба настањеним у Жумберку: ”укинуо раније наредбе царских команданата о изузимању свештенства од војне службе. Петаци је све свештеничке куће сврстао међу војничке и стао свештенство нагонити на војне дужности и разне работе. Он се посебно окомио на Србе у Жумберку, из кога је 1758. сурово прогонио православне свештенике, забрањујући им било какво кретање и рад. Жумберчани су се потужили свом православном епископу Данилу Јакшићу, а овај карловачком митрополиту Павлу Ненадовићу, да упути молбу царици Марији Терезији да се”у духу српских привилегија” дозволи православном плашком епископу да и даље поставља свештенике у Жумберку. На то је царица донела одлуку да епископ Јакшић може и даље постављати несметано свештенике у Жумберку, док је са друге стране Петацију дато тајно упутство да епископа Јакшића у томе на сваки начин спречи. Током 1760. притисак је појачан. Војне власти су спречиле епископа Јакшића да уђе у Жумберак, вређале га, понижавале, и претиле да ће сваки православни свештеник који уђе у Жумберак бити „као пас окован и упућен у тамницу у Карловац”. Најзад, 1761, Петаци и унијатски епископ Василије Божичковић успели су да на превару и званично (de jure) изврше унијаћење Срба у Жумберку. Искористили су прилику када је батаљон жумберачких граничара, на путу за Карловац и европска бојишта Монархије, застао у селу Прибићу, седишту унијатске епископије. Нахранивши их и поднапивши, подметнули су им на потпис, потписавши се уместо њих као неписмених, папир у коме се наглашавало да граничари у Жумберку задржавају грчки обред богослужења, али да признају римског папу и његове свештенике, чиме је унијаћење и у званичној форми било изведено. (Манојло Грбић, нав. дело, књ. 2, 30–39; Славко Гавриловић, Из историје Срба у Хрватској, Славонији и Угарској, 44–45)”